# Time is on my side
Time is on my side is een nummer geschreven door Jerry Ragovoy (onder het pseudoniem Norman Meade). Het is als eerste opgenomen door jazztrombonist Kai Winding and his Orchestra in 1963, en werd in 1964 gecoverd (met aanvullende teksten van Jimmy Norman) door zowel de Amerikaanse soulzangeres Irma Thomas als de Engelse bands Four Plus One en The Rolling Stones.
Irma Thomas nam haar versie in april 1964 op. Het nummer werd de achterkant van haar single Anyone who knows what love is (will understand), die de 52e plaats haalde in de Billboard Hot 100. Toen The Rolling Stones het nummer hoorden, besloten ze het zelf ook op te nemen.

## The Rolling Stones
De bekendste uitvoering van Time is on my side is die van The Rolling Stones. Zij namen verschillende elementen van Irma Thomas' uitvoering over, zoals de monoloog in het middelste deel van het liedje. Ook de gitaarpartij achter de monoloog lijkt op die in het nummer van Thomas.
The Stones namen twee versies van het nummer op. Op de eerste versie werd de intro gespeeld door een orgel. Deze versie werd op 24 juni 1964 opgenomen in de Regent Sound Studios in Londen. De bezetting was:
- Mick Jagger, zang
- Keith Richards, gitaar
- Brian Jones, gitaar, tamboerijn en achtergrondzang
- Bill Wyman, basgitaar en achtergrondzang
- Charlie Watts, drums
- Ian Stewart, orgel

In deze vorm werd het nummer als single uitgebracht in de Verenigde Staten en in een groot aantal andere landen, waaronder België, Nederland en Duitsland. Ook kwam deze versie terecht op de Amerikaanse lp 12 x 5 van oktober 1964. In alle landen was de achterkant van de single Congratulations, een nummer geschreven door Mick Jagger en Keith Richards.
De single werd een hit in o.a. de VS (6e plaats), België (5e plaats), Nederland (10e plaats) en Frankrijk (11e plaats).
Op de tweede versie werd de intro gespeeld door een gitaar. In deze vorm werd het nummer op 8 november 1964 opgenomen in de Chess Studios in Chicago. Deze versie is nooit op single uitgebracht, maar ze werd opgenomen op de Britse lp The Rolling Stones No. 2 van januari 1965. Hier was de bezetting:
- Mick Jagger, zang
- Keith Richards, gitaar en achtergrondzang
- Brian Jones, gitaar en tamboerijn
- Bill Wyman, basgitaar en achtergrondzang
- Charlie Watts, drums

In het Verenigd Koninkrijk is geen van beide versies van Time is on my side ooit op single verschenen. Wel werd hier in 1982 een liveversie van het nummer (afkomstig van het album Still Life - American concert 1981 met een speelduur van 3:39) als single uitgebracht. Het kwam niet verder dan de 62e plaats in de UK Singles Chart.
In een groot aantal Europese landen werd de orgelversie van Time is on my side op het eind van 1964 ook uitgebracht op een ep, samen met Congratulations, Little red rooster en Off the hook. Dat gebeurde ook in België (Decca 457.050) en in Nederland (Decca 457050).

### Tracklist

#### 7" Single
London 45-LON9708 [vs] (1964)
1. Time is on my side - 2:54
2. Congratulations - 2:25

Decca AT 15039 [nl] (1964)
1. Time is on my side - 2:54
2. Congratulations - 2:25

London 882 166-7 [de] (1964)
1. Time is on my side - 2:54
2. Congratulations - 2:25

### Hitnoteringen
| Time is on my side         | Time is on my side    | Time is on my side | Time is on my side | Time is on my side | Time is on my side | Time is on my side | Time is on my side | Time is on my side | Time is on my side | Time is on my side | Time is on my side | Time is on my side |
| Hitlijst                   | Datum van binnenkomst | Week:              | 1                  | 2                  | 3                  | 4                  | 5                  | 6                  | 7                  | 8                  | 9                  | Laatste notering   |
| -------------------------- | --------------------- | ------------------ | ------------------ | ------------------ | ------------------ | ------------------ | ------------------ | ------------------ | ------------------ | ------------------ | ------------------ | ------------------ |
| Tijd voor Teenagers Top 10 | 28-11-1964            | Positie:           | 10                 | 8                  | 7                  | 6                  | 7                  | 7                  | 10                 | 9                  | 10                 | 23-01-1965         |
| Nederlandse Top 40         | 02-01-1965            | Positie:           | 10                 | 12                 | 12                 | 16                 | 22                 | 24                 | 25                 |                    |                    | 13-02-1965         |

### NPO Radio 2 Top 2000
| Nummer met noteringen in de NPO Radio 2 Top 2000 | '99 | '00 | '01 | '02  | '03 | '04  | '05  | '06  | '07  | '08  | '09  | '10  | '11  | '12  | '13  | '14  | '15  | '16  | '17  | '18  | '19  | '20  | '21  | '22  |
| ------------------------------------------------ | --- | --- | --- | ---- | --- | ---- | ---- | ---- | ---- | ---- | ---- | ---- | ---- | ---- | ---- | ---- | ---- | ---- | ---- | ---- | ---- | ---- | ---- | ---- |
| Time Is on My Side                               | 569 | 939 | 976 | 1000 | 768 | 1044 | 1126 | 1154 | 1261 | 1082 | 1058 | 1266 | 1458 | 1532 | 1316 | 1537 | 1780 | 1751 | 1576 | 1686 | 1641 | 1573 | 1943 | 1948 |

1. ↑  Een vetgedrukt getal geeft de hoogste notering aan.
2. ↑  Deze tabel is bijgewerkt tot en met de laatste editie (2024).

## Andere covers
Time is on my side is door tal van artiesten uitgevoerd en opgenomen. Daaronder zijn:
- Blondie (live uitgevoerd in 1999)
- Michael Bolton (op het album Michael Bolotin uit 1975)
- Brian Poole and The Tremeloes (op het album It's About Time uit 1965 en ook uitgebracht op een ep met de naam Time is on my side)
- Vanessa Carlton (voor een reclamespot voor digitale videorecorders in 2005)
- Four Plus One, de groep van Keith West (als geflopte single in 1965)
- Beverley Knight (op het album Music City Soul uit 2007)
- (The) Moody Blues (als achterkant van de single I Don’t Want to Go on Without You uit 1965; een verzamelalbum uit 2003 draagt de titel Time is on my side)
- Jimmy Norman, de co-auteur van het nummer (op zijn album Little Pieces uit 2004)
- The O'Jays  (op hun debuutalbum Comin' Through uit 1965)
- Wilson Pickett (op het album The Wicked Pickett uit 1967)
- Cat Power (op haar dvd/cd Speaking for Trees uit 2004)
- The Pretty Things & Yardbird Blues Band, een gelegenheidsformatie bestaande uit Phil May en Dick Taylor van The Pretty Things en Jim McCarty van The Yardbirds (op het album The Chicago Blues Tapes 1991, inderdaad uit 1991)
- Patti Smith (als B-kant van de single Ask The Angels uit 1977)